# Phanerotoma syleptae
Phanerotoma syleptae är en stekelart som beskrevs av Herbert Zettel 1990. Phanerotoma syleptae ingår i släktet Phanerotoma och familjen bracksteklar. Inga underarter finns listade i Catalogue of Life.